# SD Kidō Senshi Gundam: V Sakusen Shidō
SD Kidō Senshi Gundam: V Sakusen Shidō (SD機動戦士ガンダム V作戦始動) est un jeu vidéo du type shoot them up développé par Bandai et Angel, et édité par Bandai en septembre 1992 sur Super Nintendo. C'est une adaptation en jeu vidéo de la série basée sur l'anime Mobile Suit Gundam et notamment Super Deformed Gundam. C'est le premier opus d'une série de deux jeux vidéo,.

## Série
1. SD Kidō Senshi Gundam: V Sakusen Shidō
2. SD Kidō Senshi Gundam 2 : 1993, Super Nintendo